# Hadano
Hadano (japanisch 秦野市, -shi) ist eine Stadt im Zentrum der japanischen Präfektur Kanagawa.
Hadano war Tabak-Produktionsgebiet.

## Geschichte
Hadano erhielt das Stadtrecht am 1. Januar 1955.

## Verkehrsanbindung
Hadano liegt an der Tōmei-Autobahn (Autobahnanschlussstelle  Hadano-Nakai). Ebenso ist die Stadt über die Nationalstraße 246 nach Tokio und Numazu sowie über die Nationalstraße 255 nach Odawara erreichbar.
Der Bahnhof Hadano liegt an der Odakyū Odawara-Linie von Shinjuku über Odawara nach Hakone-Yumoto. Von 1906 bis 1935 verkehrte die Shōnan-Straßenbahn nach Ninomiya.

## Sehenswürdigkeiten
- Tanzawa-Bergland
- Heiße Quellen (Onsen/Thermalbäder) von Tsurumaki

## Bildungseinrichtungen
- Tōkai-Universität

## Städtepartnerschaften
- Pasadena, Vereinigte Staaten, seit 1964
- Suwa, Japan, seit 1984
- Paju, Südkorea, seit 2005
- Fujinomiya, Japan, seit 2008

## Söhne und Töchter der Stadt
- Inoran (* 1970), Rockgitarrist und Musikproduzent
- J (* 1970), Bassist
- Ryōsuke Kawano (* 1994), Fußballspieler
- Rinko Kikuchi (* 1981), Schauspielerin
- Kazushi Mitsuhira (* 1988), Fußballspieler
- Sugizo (* 1969), Rockgitarrist

## Weblinks

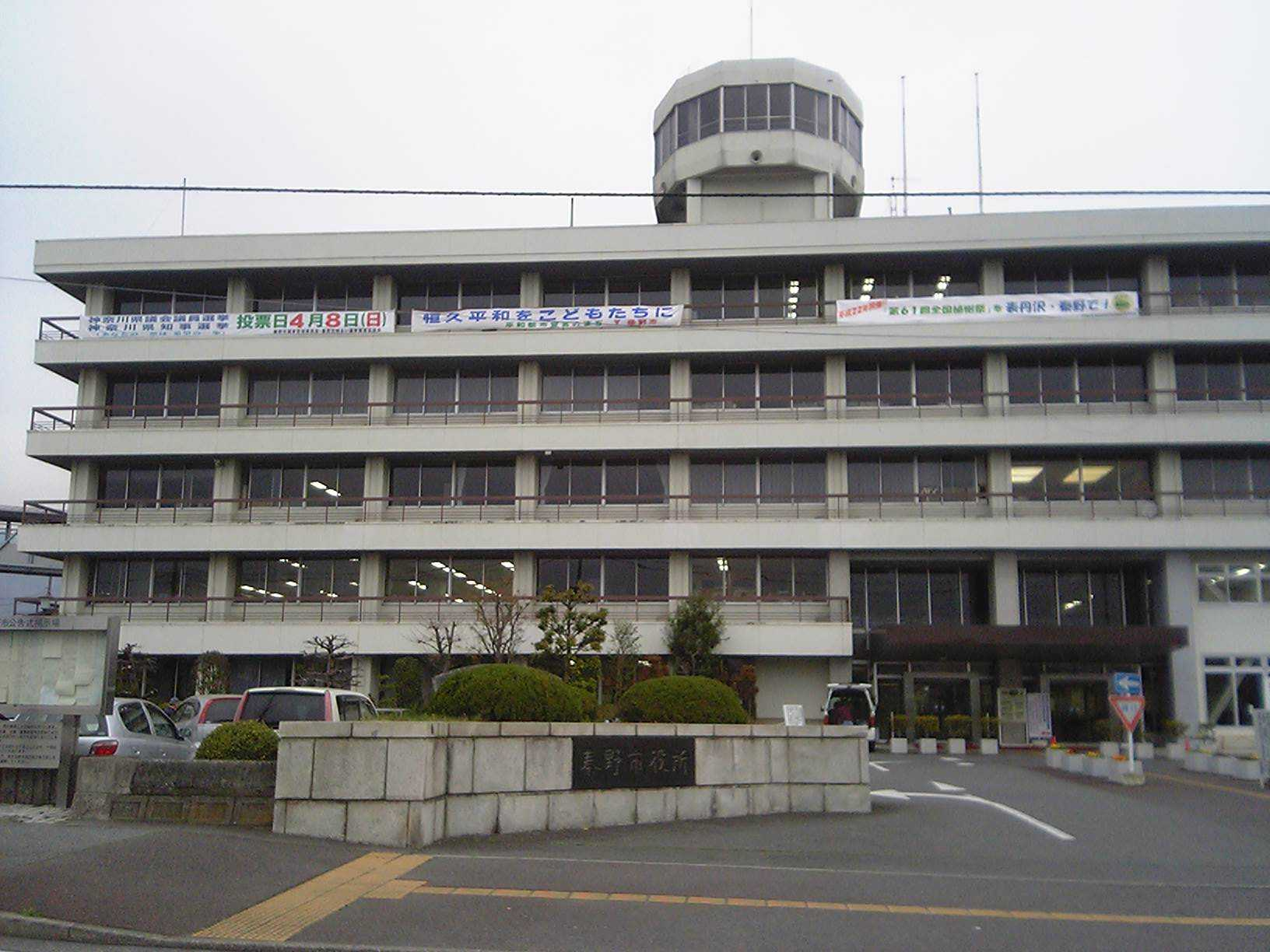
Rathaus von Hadano

## Angrenzende Städte und Gemeinden
- Atsugi
- Odawara
- Hiratsuka
- Isehara
- Nakai
- Matsuda